# 秦梁
秦梁（1515年—1578年），字子成，號匱山，更號虹洲，直隸常州府無錫縣人，民籍，明朝政治人物。

## 生平
正德十年（1515年）生。嘉靖二十二年（1543年）癸卯科應天府鄉試第九十九名。嘉靖二十六年（1547年）丁未科李春芳榜會試第八名，三甲一百四十八名進士。都察院觀政，授南昌府推官，三十一年正月选授吏科给事中，三十二年闰三月興建京师外城，秦梁与浙江道御史董威被指派為監造，巡视工程，與首辅严嵩之子、工部侍郎嚴世蕃同事而相交好。三十三年四月工程完工，超迁为通政使司右參議，次年闰十一月升左參議，三十七年三月升南京太仆寺少卿，三十九年十月升南京鸿胪寺卿，四十年五月升南京通政使司右通政，因南京太庙发生火灾，六月降三级调外任，贬浙江布政司左参议，升山东按察司副使，兼署提学及徳州兵备事，寻改浙江，专督学政，主持四十三年甲子科浙江乡试，八月升左参政，四十四年二月升湖广按察使，官至江西右布政使。其父病重，秦梁回家侍奉老父，父亲去世后，又因考察被免职，从此不再出仕。嘉靖三十九年（1560年），其父秦瀚修葺园居，凿池、叠山，改称“凤谷山庄”。萬曆二年（1574年），應知县周邦彦之请修订《无锡金匮县志》。萬曆六年（1578年）卒，享年六十四。葬于现无锡滨湖区大浮镇羊岐村大浮秦氏墓群。

## 家族
曾祖秦永孚，旌表孝子；祖父秦镗，南京都察院都事；父秦瀚，母殷氏。具庆下。兄秦采（监生）。弟秦禾（贡士）、秦棻、秦棨、秦楶、秦棐、秦楠、秦木、秦渠，曾孫秦鏞，崇禎十年進士；弟鴻臚寺序班秦棨之玄孫秦汧，崇禎十六年進士。